# Куляб (аеропорт)
Аеропорт Куляб (тадж. Фурӯдгоҳи  байналмилалии Кӯлоб) (IATA: TJU, ICAO: UTDK) - міжнародний аеропорт міста Куляб, Хатлонська область, Таджикистан. Аеропорт розташований за 8 км на північ від Куляба.

## Приймаємі типи повітряних суден
Ан-12, Ан-24, Ан-26, Ан-28, Ан-30, Ан-32, Ан-72, Ан-74, Ил-76, Л-410, Ту-134, Ту-154, Як-40, Як-42, Airbus A319, Airbus A320, Boeing 737-200(-300,-400)  тощо типи ПС 3-4 класу, гелікоптери всіх типів. Максимальна злітна вага повітряного судна 170 тонн.

## Авіалінії та напрямки
| Авіакомпанія  | Пункт призначення                            |
| ------------- | -------------------------------------------- |
| Somon Air     | Москва-Жуковський                            |
| Ural Airlines | Москва-Домодєдово Сезонний:Москва-Жуковський |